# Forlì del Sannio
Forlì del Sannio è un comune italiano di 624 abitanti della provincia di Isernia in Molise.
Un tempo era parte dell'Abruzzo Ulteriore (distretto di Sulmona, circondario di Castel di Sangro).

## Geografia fisica
Il comune è collocato nel cuore degli Appennini, nel punto in cui l'Appennino centrale cede il passo all'Appennino meridionale (Bocca di Forlì).
È caratterizzato da un territorio totalmente montano, attraversato dal torrente Vandrella che nasce a nord-ovest alle Bocche di Forlì e confluisce nel Fiume Vandra, a sua volta affluente di sinistra del fiume Volturno. Ha un'altitudine massima di 1130 m s.l.m. e minima di 370 m s.l.m.

## Storia
La denominazione Fòrli è attestata sin dalle prime fonti sull'insediamento; così veniva chiamato infatti il paese dai primi feudatari che lo governarono a partire dal X secolo fino alla fine del XIX secolo. Anticamente era detta Foruli Forolo e Foroli. Fu feudo della famiglia napoletana dei Carafa, del ramo delle Spina, dal XV secolo. Fino agli inizi dell'Ottocento appartenne all'Abruzzo Ultra, per poi venire ceduto al Contado del Molise. Nel 1970 passò alla neonata provincia di Isernia. Ha risentito nel corso degli anni del fenomeno dell'emigrazione che ha portato ad un calo crescente degli abitanti, a partire già dai primi del novecento con punte di flusso migratorio dopo la seconda guerra mondiale.

### Simboli
Lo stemma e il gonfalone sono stati concessi con DPR del 6 marzo 1982.
Il gonfalone è un drappo partito di giallo e di azzurro.

## Società

### Evoluzione demografica
Abitanti censiti

## Economia

### Turismo
È stazione climatica di interesse naturalistico soprattutto perché interamente circondato da boschi meta di escursioni. Da vedere: la Chiesa di San Biagio, parrocchiale, il Monumento ai Caduti della Grande Guerra, la suggestiva Via Tolfo con edifici in pietra, il Chiostro del Convento di Santa Maria delle Grazie, le mura Ciclopiche in località Canonica. Inoltre sono possibili dal paese escursioni, anche giornaliere, al vicino Parco nazionale d'Abruzzo, Lazio e Molise. Accessibile allo stesso modo il comprensorio sciistico di Roccaraso, uno dei più importanti dell'Italia centro-meridionale.

## Amministrazione
| Periodo        | Periodo        | Primo cittadino   | Partito         | Carica  | Note |
| -------------- | -------------- | ----------------- | --------------- | ------- | ---- |
| 27 aprile 1992 | 29 maggio 2006 | Sergio Lerza      | Lista civica    | Sindaco |      |
| 29 maggio 2006 | 16 maggio 2011 | Antonio Sozio     | Lista civica    | Sindaco |      |
| 16 maggio 2011 | 5 giugno 2016  | Roberto Calabrese | Forli Rinasce   | Sindaco |      |
| 6 giugno 2016  | 4 ottobre 2021 | Roberto Calabrese | Uniti per Forli | Sindaco |      |
| 5 ottobre 2021 | in carica      | Sergio Lerza      | Forli futur@    | Sindaco |      |

### Gemellaggi
- Rives